# 後堆 (六堆)
後堆，六堆之一，為朱一貴事件發生後到西元1895年的乙未戰爭之間存在於屏東平原的一自衛組織。

## 範圍

六堆分布圖，橘色部分為後堆。

在清治時期包含港西下里的忠心崙庄、內埔庄、老東勢庄、新東勢庄等，分別為日治時期內埔庄轄下的忠心崙、內埔、老東勢、新東勢四個大字。

## 組織
每堆設總理與副總理各一名外，持旗之正副旗手二人、率隊之正副先鋒二人、專司聯絡的長幹一人、專司備糧事務的督糧一人。

## 轄庄演變

### 光緒年間
內埔街、新東勢、新庄仔、樹山仔庄、檳榔林庄、番仔埔、老東勢、早仔角、中心崙等共九庄。

### 明治年間
內埔、新庄仔、糖肚仔、竹山溝、上樹山、加冬樹、下樹山、檳榔林、左仔角、老東勢、新東勢、番子埔、埤頭等十三庄。

### 昭和年間
內埔、番子埔、檳榔林、早仔角、忠心崙、羅經圈、茄苳樹下、竹山溝、下樹山、泥埤仔、新東勢、東片新、景興、上樹山、老東勢等十五庄。